# وقتی تو رفتی
«وقتی تو نیستی» (به انگلیسی: When You're Gone) ترانه‌ایست از خواننده کانادایی اوریل لوین، مربوط به آلبوم بهترین چیز لعنتی.

## رتبه فروش
| کشور(۲۰۰۷)        | بهترین موقعیت |
| ----------------- | ------------- |
| آرژانتین          | ۱             |
| استرالیا          | ۴             |
| اتریش             | ۱۰            |
| بلژیک(فلاندرز)    | ۳۶            |
| بلژیک(والونی)     | ۴۲            |
| کانادا            | ۸             |
| جمهوری چک         | ۳             |
| اروپا             | ۴             |
| دانمارک           | ۱۳            |
| فنلاند            | ۱۰            |
| فرانسه            | ۱۷            |
| آلمان             | ۱۷            |
| ایرلند            | ۴             |
| ایتالیا           | ۴             |
| نیوزلند           | ۲۶            |
| پرتغال            | ۱             |
| اسلواکی           | ۱۱            |
| اسپانیا           | ۱۱            |
| سوئد              | ۸             |
| بریتانیا          | ۳             |
| آمریکا(بیلبورد)   | ۲۴            |
| آمریکا(مین‌استریم) | ۹             |
| آمریکا (پاپ)      | ۱۶            |
| ونزوئلا           | ۲             |

## جوایز
| سال  | جایزه                 | بخش                             | نتیجه    |
| ---- | --------------------- | ------------------------------- | -------- |
| 2007 | جایزه پاجا            | ترانه سال                       | برنده    |
| 2007 | جایزه پلانتا          | بهترین بالاد                    | برنده    |
| 2007 | جایزه پلانتا          | بهترین صدای پاپ                 | نامزدشده |
| 2008 | دیسک طلایی جاگا       | Chaku-Uta Full Song of the Year | برنده    |
| 2008 | جوایز موزیک ویدئو موچ | بهترین ترانه از انتخاب مردم     | برنده    |